# Expedíció

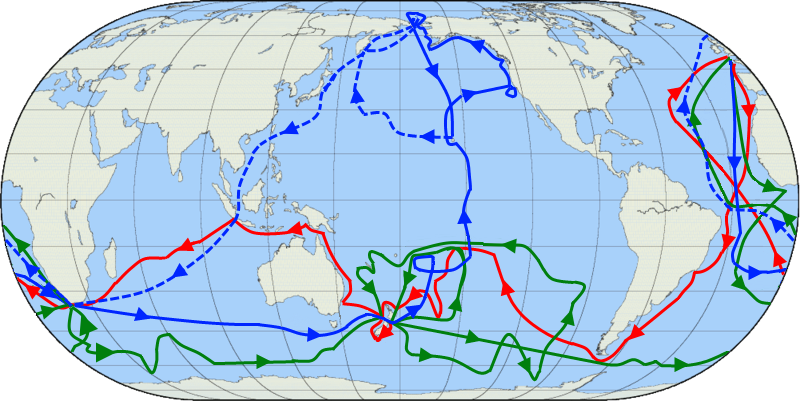
Cook kapitány expedícióinak útvonala

Az expedíció latin eredetű szó (expeditio), mely számos jelentéssel bír. Eredeti jelentései: kiküldetés, hadjárat. Az expedio ige – melyből eredeztethető – jelentése: elold, szabadjára enged. Ebben az „ex-” előtag „ki-”, a hozzákapcsolódó „pedica” pedig „lábbilincs” jelentéssel bír (ami a „pes”, azaz „láb” szót rejti magában). Mai használatban többnyire felfedezőutat, kutatóutat jelent, melyet egy távoli, még fel nem fedezett, ki nem aknázott területre tesznek.
Híres földrajzi expedíciókat tett például Marco Polo és Kolumbusz Kristóf, akiknek a vállalkozása mögött kereskedelmi érdekek húzódtak. A kormányzatok a felfedezett területeket gyarmatokká vagy protektorátusokká tették. Napjainkban expedícióként jelölik azokat a kutatótevékenységeket, melyek a nyersanyagkészletek kiaknázását szolgálják. A 18. század óta az expedíciók tudományos kutatással vegyülnek, így szolgálják
- új növény- és állatfajok felfedezését,
- különleges fontosságú területeken való áthaladást,
- különleges fontosságú földrajzi helyek elérését (mint pl. az Északi-sarkét vagy a Déli-sarkét).

Expedíciókat manapság főként kutatóintézetek, nemzetközi tudományos szervezetek vagy hegymászó egyesületek szerveznek. Ezek az expedíciók a legkülönfélébb szakterületeket szolgálják, mint a
- biológia (pl. botanika, zoológia és paleontológia),
- földrajztudomány (pl. geográfia, geológia, geofizika és glaciológia),
- légkörtan (pl. meteorológia, aeronómia és klimatológia).

Az antropológia és etnológia területén tanulmányutakat szerveznek vagy archeológiai ásatásokat végeznek a néprajzi múzeumok, melyeket szintén neveznek expedíciónak. Földtani expedíciókat szerveznek ma egyetemek vagy kutatóintézetek tudományos projektek vagy nemzetközi adatgyűjtés keretében.
A tudományos expedícióktól elválasztandók a kutató jellegű utazások, különösképpen a túrázások vagy a hegymászások, még ha marketing okokból ezeket „expedíció” megnevezéssel illetik is (reklámozzák).

## Fordítás
- Ez a szócikk részben vagy egészben  az   Expedition című német Wikipédia-szócikk ezen változatának fordításán alapul.  Az eredeti cikk szerkesztőit annak laptörténete sorolja fel. Ez a jelzés csupán a megfogalmazás eredetét és a szerzői jogokat jelzi, nem szolgál a cikkben szereplő információk forrásmegjelöléseként.